# Zulu (film 1964)
Zulu è un film del 1964 diretto da Cy Endfield.
La pellicola, un colossal girato in Technirama, riprende una vicenda realmente avvenuta: la battaglia di Rorke's Drift, combattuta il 22 ed il 23 gennaio 1879 fra l'esercito inglese e gli Zulu, nel corso della guerra anglo-zulu (1878-1879). Il film narra la storia dei 100 soldati britannici che resistettero alla forza d'urto di oltre 4.000 guerrieri Zulu.

## Trama
Nel 1879, un comunicato di Lord Chelmsford al segretario di Stato per la guerra a Londra (voce narrante di Richard Burton) illustra la pesante sconfitta di una forza britannica per mano degli Zulu alla battaglia di Isandlwana. Dopo la battaglia, gli Zulu vittoriosi camminano tra i corpi sparsi di soldati britannici morti e raccolgono i loro fucili. In occasione di una cerimonia di matrimonio di Zulu, a cui assistono il missionario svedese Otto Witt e la figlia Margarethe, anche il re Zulu Cetshwayo (interpretato dal vero capo zulu Mangosuthu Buthelezi) viene informato della grande vittoria.
Una compagnia del 24º reggimento dell'esercito britannico sta utilizzando la stazione missionaria di Rorke's Drift, nella colonia del Natal, come deposito di rifornimento e ospedale per la loro forza di invasione oltre il confine del Regno Zulu. Ricevendo le notizie di Isandlwana dal contingente nativo del Natal, il tenente Gert Adendorff avverte che un esercito di 4.000 guerrieri zulu sta avanzando verso la posizione britannica, il tenente John Chard dei Royal Engineers assume il comando del piccolo distaccamento britannico. Il tenente Gonville Bromhead, un ufficiale di fanteria, si ritrova subordinato a un ingegnere per via della nomina a ufficiale avvenuta dopo quella del tenente Chard. Riconoscendo di non poter sopraffare l'esercito Zulu con dei soldati feriti, Chard decide di rimettere in piedi la stazione, usando vagoni, sacchi di mais e scatole di gallette per formare un perimetro difensivo. Witt si ubriaca e demoralizza gli uomini con le sue previsioni profondamente tragiche ed i soldati del "Desert Natal Native Contingent" disertano. Chard ordina di chiudere Witt in una stanza di rifornimento.
Appena arriva l'impi, giunge un contingente militare di cavalieri Boeri che avvisano Chard che la difesa della stazione è priva di speranze. Tali forze però si ritirano in fretta, nonostante i disperati tentativi di Chard per farli rimanere. L'esercito Zulu si avvicina e carica. Il fuoco britannico infligge perdite, ma Adendorff li informa che gli Zulu stanno solo verificando la potenza di fuoco britannica. Witt predice ancora l'inevitabile destino dei soldati, prima di essere portato via dalla battaglia dalla figlia. Chard è preoccupato per il fatto che il muro perimetrale a nord è poco difeso e si rende conto che l'attacco arriverà da tutte le parti. I difensori sono sorpresi quando i guerrieri Zulu aprono il fuoco sulla stazione con dei fucili Martini-Henry Mk I–IV, prelevati dai caduti britannici a Isandlwana.
Durante tutta la giornata e la notte, ondata dopo ondata gli attaccanti Zulu vengono respinti. Gli Zulu però riescono a dare fuoco all'ospedale, scoppia così un intenso combattimento tra i pazienti britannici e i guerrieri Zulu, mentre i primi cercano di sfuggire alle fiamme. Il soldato Henry Hook si assume l'incarico di condurre, con successo, in salvo i pazienti.
La mattina successiva, gli Zulu si avvicinano e a diverse centinaia di metri e intonano un canto di guerra; gli inglesi rispondono cantando Men of Harlech. Nell'assalto finale, proprio quando l'esercito Zulu in numero molto maggiore rispetto a quello inglese, composto in parte anche da soldati feriti, sembra sopraffare i difensori, questi si ritirano dietro una ridotta fatta di sacchi di mais e con l'aiuto di soldati nascosti dietro di essa riescono ad infliggere gravi perdite agli zulu. Dopo una pausa di tre ore, i difensori si stanno ancora riprendendo quando gli Zulu ricompaiono. Rassegnati a un altro attacco, gli inglesi restano stupiti quando gli Zulu intonano una canzone per onorare il coraggio dei difensori prima di partire.
Il film finisce con un'altra narrazione della voce di Richard Burton, che elenca gli undici difensori che hanno ricevuto la Victoria Cross per la difesa di Rorke's Drift, il più alto numero assegnato a un reggimento in un'unica azione fino a quel tempo.

## Produzione

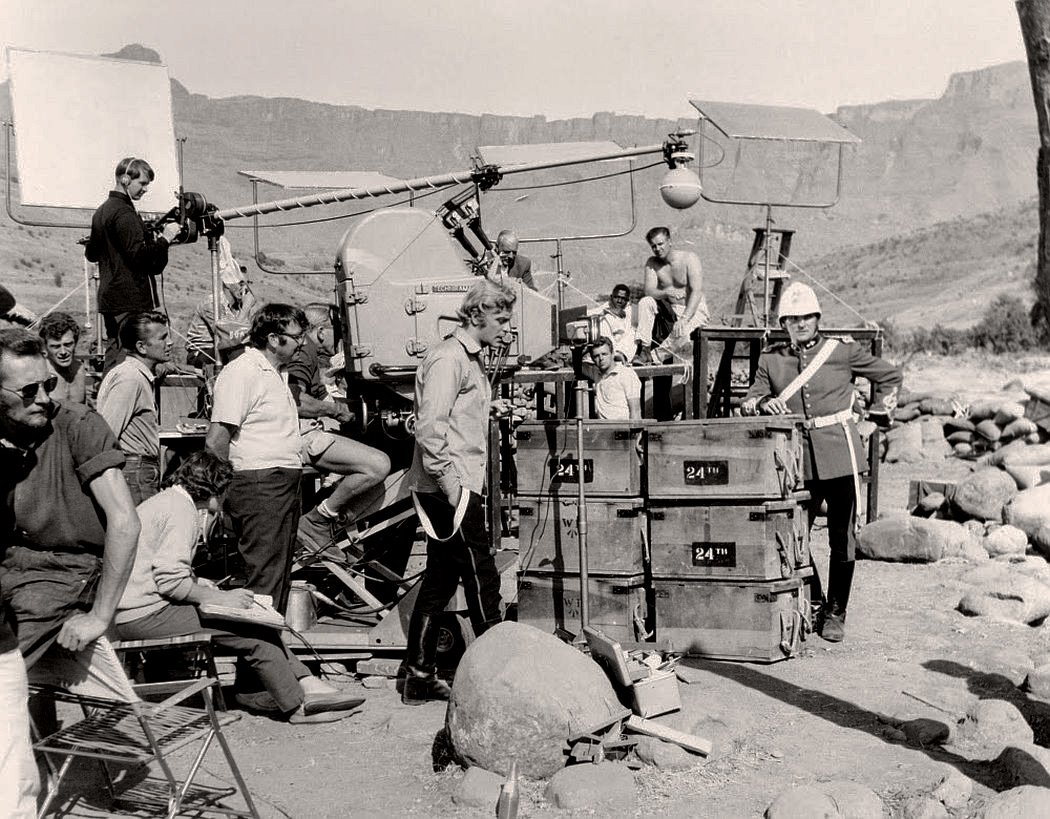
Una pausa nelle riprese sul posto con la presenza delle star Michael Caine e Stanley Baker.

Cy Endfield fu ispirato a fare il film dopo aver letto un articolo sulla Battaglia di Rorke's Drift di John Prebble. Lo portò a Stanley Baker con il quale aveva fatto parecchi film e che era interessato a passare alla produzione. Enfield e Prebble redassero una sceneggiatura che Baker poi mostrò a Joseph E. Levine mentre faceva Sodoma e Gomorra (1962) in Italia. Levine accettò di finanziare il film che fu prodotto dall'impresa di Baker, Diamond Films. È stato girato usando il processo cinematografico Super Technirama 70 e distribuito da Paramount Pictures in tutti i paesi escludendo gli Stati Uniti dove fu distribuito da Embassy Pictures. La maggior parte di Zulu fu girata sul posto in Sud Africa. Il deposito della missione a Rorke's Drift fu ricreato sotto l'Amphitheatre naturale nelle montagne Drakensberg (considerevolmente più alte e ripide del vero Rorke's Drift che è poco più di due piccole colline). Il set per l'ospedale del campo britannico e del deposito rifornimenti a Rorke's Drift fu creato vicino al fiume Tugela con l'Amphitheatre nello sfondo. Il vero luogo della battaglia era 100 chilometri (60 miglia) a nordest sul fiume Buffalo vicino alla collina isolata a Isandlwana.
Altre scene furono girate all'interno dei parchi nazionali dell'allora Provincia di Natal. Gli interni e tutte le scene con James Booth furono completati negli Twickenham Film Studios a Middlesex, Inghilterra. La maggioranza degli Zulu erano Zulu veri. 240 comparse Zulu furono assunte per le scene di battaglia e arrivarono in autobus dalle loro case di tribù a oltre 100 miglia di distanza. Intorno a 1,000 uomini di tribù aggiuntivi furono filmati dalla seconda unità in Zululand. Ottanta uomini di servizio militari sudafricani furono scelti come soldati.
Il film fu paragonato da Baker a un film western con i ruoli tradizionali della Cavalleria degli Stati Uniti e dei nativi americani presi dagli inglesi e dagli Zulu rispettivamente. Il regista Endfield mostrò un Western alle comparse Zulu per dimostrare il concetto della recitazione cinematografica e come egli voleva che i guerrieri conducessero se stessi. Si è vociferato che a causa delle leggi apartheid in Sud Africa nessuna delle comparse Zulu poteva essere pagata per la sua prestazione e che conseguentemente Endfield aggirò questa restrizione lasciando loro tutti gli animali, primariamente il bestiame, usati nel film. Questa voce è tuttavia priva di fondamento; nessuna legge del genere esisteva e tutte le comparse Zulu furono pagate per intero — la maggior parte delle comparse veniva pagata l'equivalente di nove scellini al giorno ciascuna, le comparse aggiuntive otto scellini e le danzatrici leggermente meno. 

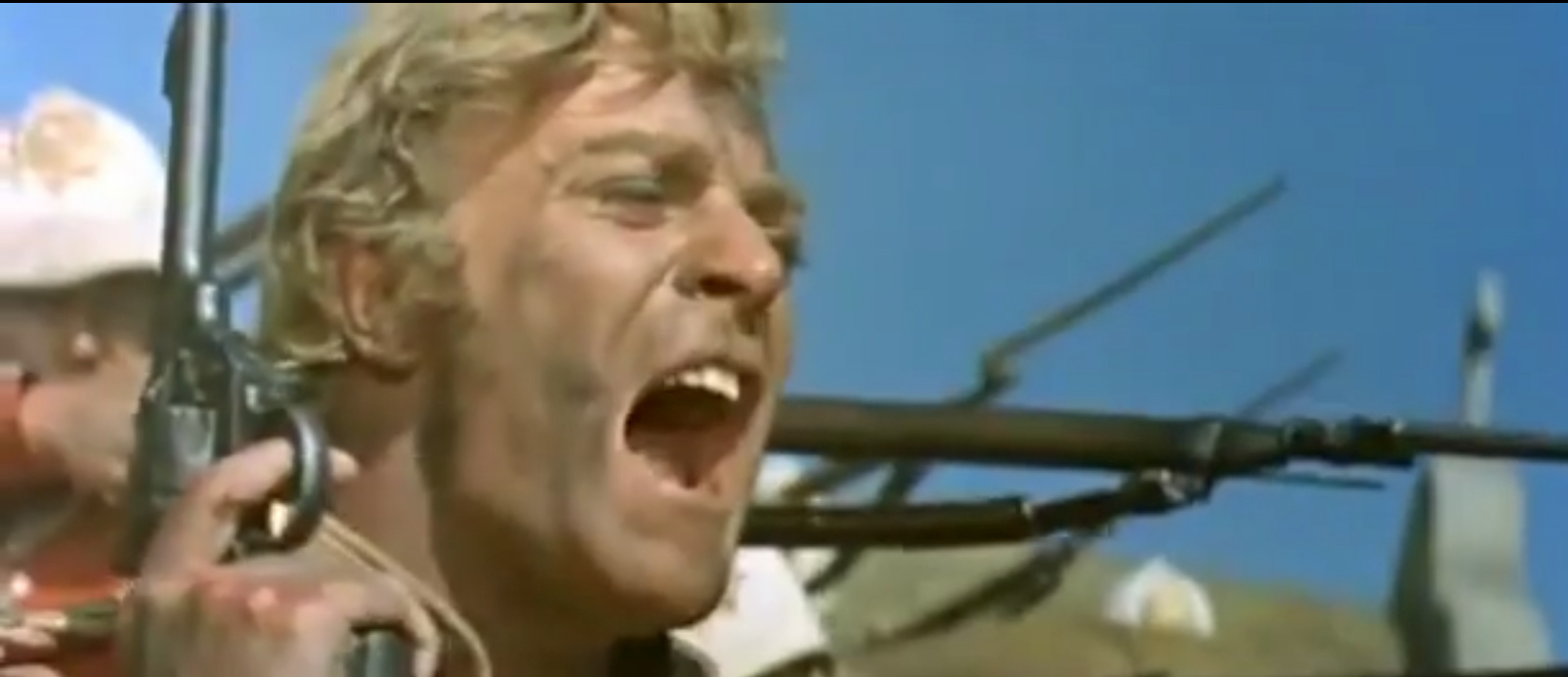
Caine mentre appare nel trailer

Michael Caine, che in questa fase iniziale nella sua carriera stava primariamente interpretando piccole parti era originariamente candidato per il ruolo del Privato Henry Hook che andò a James Booth. Secondo Caine, egli era estremamente nervoso durante il suo provino per la parte di Bromhead e il regista Cy Endfield gli disse che era stato il peggiore provino che avesse mai visto ma loro avrebbero scelto Caine per la parte comunque perché la produzione sarebbe partita per il Sud Africa presto e loro non avevano trovato qualcun altro per il ruolo. Caine pensò pure che egli era fortunato che il film era diretto da uno statunitense (Endfield) perché "nessun regista inglese mi avrebbe scelto come un ufficiale, ti assicuro, non uno" a causa delle sue origini Cockney. Caine in seguito dichiarò "La mia intera carriera cinematografica è basata sulla lunghezza del bar al teatro Prince of Wales perché ero sulla strada per uscire [dopo aver fallito nell'audizione per ottenere la parte] ed era una camminata molto lunga verso la porta. Ed ero appena arrivato lì quando egli chiamò: "Torna indietro!".
La produzione non era stata in grado di ottenere abbastanza fucili Martini-Henry autentici per tutte le comparse e dovette usare ulteriori Lee Enfield successivi con una leva con pomello in movimento molto evidente sul lato destro assente sul Martini-Henry. Le armi laterali erano anche visibilmente di tipo successivo, le rivoltelle vintage Webley Mk VI della prima guerra mondiale.
L'incasso del film è stato oggetto di qualche speculazione. Dati relativi alla stampa di 3 milioni di dollari e anche 3,5 milioni di dollari erano citati all'uscita statunitense del film. Joe Levine in seguito rivelò che Stanley Baker si avvicinò a lui con una sceneggiatura e un budget nel 1962 subito dopo le riprese di Sodoma e Gomorra. Levine accettò di finanziare il film fino a 2 milioni di dollari. Secondo i registri della società britannica di obbligazioni di completamento, Film Finance, Ltd., la produzione eventualmente finalizzò il suo budget a 666 554 sterline (approssimativamente 1 720 000 dollari). Questo includeva un importo per gli imprevisti di 82 241 sterline delle quali solo 34 563 sterline erano state usate quando il film aveva quasi terminato la post-produzione (Cost Report #15, 18 ottobre 1963). Questo dovrebbe quindi aver portato il costo delle riprese, quasi totale, a 618 876 sterline (approssimativamente 1 600 000 dollari).

## Altri film
Il massacro dell'armata britannica, avvenuto nella precedente battaglia di Isandlwana, è descritto dal film Zulu Dawn del 1979.